# Abernethy (Perth and Kinross)
Abernethy er en landsby og tidligere burgh i Perth and Kinross rådsområde og den historiske grevskab Perthshire, beliggende i de østlige centrale lavlande i Skotland. Landsbyen ligger i dalen Strathearn, 13 km sydøst for byen Perth, nær sammenløbet mellem floderne Earn og Tay, og ved den nordlige kant af Ochil Hills.
Tidligere var området hjemsted for en række romerske lejre, og Abernethy udviklede sig senere til et vigtigt religiøst og politisk centrum for pikterne. Landsbyen dannede ramme om Abernethy-traktaten i 1072, hvor Malcolm Canmore aflagde troskabsed til Vilhelm Erobreren, og dets runde tårn markerer stedet for et tidligere munkekloster og senere en kollegiatkirke.
Sognet Abernethy omfatter også den nærliggende bebyggelse Aberargie og strækker sig traditionelt helt til Mugdrum Island i Firth of Tay. Det udgør en del af Almond and Earn-valgkredsen ved valg til Perth and Kinross Council.

## Seværdigheder
Den historiske kerne af Abernethy er udpeget som et bevaringsområde med beskyttelse mod nybyggeri. Et antal fredede bygninger er også registreret i landsbyen og det omkringliggende sogn.

### Abernethy Round Tower
Landsbyen har et af Skotlands to bevarede irske rundtårne (det andet står i Brechin, Angus); begge er under Historic Environment Scotlands forvaltning. Tårnet er 23 m højt, og det er muligt at komme helt til tops via en moderne metal-spiraltrappe (tårnet havde oprindeligt flere træetager forbundet med stiger). Tårnet blev tydeligvis opført i to faser (det ses i skiftet i murværket) og stammer sandsynligvis fra 1000- til begyndelsen af 1100-tallet.

### Abernethy-korset
Landsbyens krigsmonument er udformet som et tidligere markedskors eller mercat cross og blev afsløret på landsbyens torv i 1921. Det bærer navnene på 30 mænd fra Abernethy, der faldt i første verdenskrig, og navnene på yderligere otte, der døde i anden verdenskrig, blev tilføjet senere.

### Museum of Abernethy
Museum of Abernethy åbnede i maj 2000 og har åbent fra maj til september. Det er også via museet, at der er adgang til tårnet.

### Balvaird Castle
Det middelalderlige beboelsestårn Balvaird Castle fra 1400-tallet ligger uden for selve landsbyen.